# سيد زاخريوس
السيد زاخريوس أو صانع الساعات الذي خسر روحه، (بالفرنسية: Maître Zacharius ou l'Horloger qui avait perdu son âme)‏، (بالإنجليزية: Master Zacharius)‏ قصة قصيرة من تأليف الروائي جول فيرن صدرت عام 1854.

## ملخص القصة
في جزيرة صغيرة في وسط الرون داخل مدينة جنيف كان يعيش صانع الساعات اسمه السيد زاكاريوس مع ابنته جيراندي، مبتدئته أوبرت ثون، وخادمه المسن Scholastique. Zacharius يتم الاحتفال به في جميع أنحاء فرنسا وألمانيا لأنه اخترع هذا الهروب، وهو فخور بشدة بنجاحاته. عندما تبدأ القصة، يشعر بالضيق بسبب لغز لا يمكن تفسيره: لعدة أيام، بدأت جميع الساعات الكثيرة التي صنعها وباعها تتوقف فجأة، واحدة تلو الأخرى. غير قادر على إصلاح أي منها أو لإيجاد سبب لهذه الظاهرة، يقع زاكريوس في العذاب العقلي ويصبح مريضا.

## فهرس
1. ليلة شتاء
2. غرور العلم
3. زيارة غريبة
4. كنيسة سان بير
5. ساعة الموت

## روابط خارجية
- نسخة للكتاب من قبل مؤسسة هنداوي للتعليم والثقافة